# Les Vrais Bonheurs
 (juin 2012).
Les Vrais Bonheurs est un essai de Christian Signol publié en 2005.

## Résumé
L'auteur écrit tout ce que lui évoquent les longs soirs de juin ; le feu ; l'eau ; les pierres ; les arbres ; le gel ; la rosée ; la pluie ; la neige ; le vent : les parfums ; l'aube ; les prairies. Ce que lui évoquent également les sons ; les saisons ; les chemins ; le ciel ; les jardins ; les champs ; les fleurs sauvages ; les forêts ; les oiseaux ; les animaux ; les fruits ; les grands causses ; la mer ; les étoiles ; la montagne ; les îles ; les rivières ; les instants.